# 卡波德里塞
卡波德里塞（義大利語：Capodrise），是意大利卡塞塔省的一个市镇。总面积3平方公里，人口9498人，人口密度3166.0人/平方公里（2009年）。ISTAT代码为061013。